# Ackerly
Ackerly ist eine Stadt im Martin County im Bundesstaat Texas der Vereinigten Staaten.
Im Jahr 2020 hatte die Stadt 264 Einwohner.

## Geographie
Ackerly liegt am US Highway 87, der von Lamesa nach Big Spring führt. Die Landstraßen 2002 und 2212 kreuzen sich am Stadtrand. Die Stadt liegt teilweise in der südöstlichen Ecke des Dawson County und teilweise im Martin County. Sie hat eine Gesamtfläche von 0,8 km², ohne nennenswerte Wasserflächen.

## Geschichte
Gegründet wurde die Stadt 1923 und benannt wurde sie nach ihrem Gründer, Paul Ackerly aus Georgia. Das erste Postbüro wurde 1924 eröffnet. Ein Schulbezirk, zusammengesetzt aus Teilen des Dawson County, Borden County, Martin County und Howard County wurde im folgenden Jahr gebildet sowie eine Schule gebaut.

## Demografische Daten
Das durchschnittliche Einkommen eines Haushalts liegt bei 27.222 USD, das durchschnittliche Einkommen einer Familie bei 31.250 USD. Männer haben ein durchschnittliches Einkommen von 36.667 USD gegenüber den Frauen mit durchschnittlich 15.000 USD. Das Pro-Kopf-Einkommen liegt bei 12.081 USD.
20,2 % der Einwohner und 20,0 % der Familien leben unterhalb der Armutsgrenze.
33,9 % der Einwohner sind unter 18 Jahre alt und auf 100 Frauen ab 18 Jahren und darüber kommen statistisch 86,2 Männer. Das Durchschnittsalter beträgt 34 Jahre. (Stand: 2000)